# آماندا داو
آماندا داو (انگلیسی: Amanda Dowe؛ زادهٔ ۱۷ مهٔ ۱۹۹۱) بازیکن بسکتبال اهل ایالات متحده آمریکا است.